# قطعنامه ۱۸ شورای امنیت
قطعنامه  ۱۸ شورای امنیت سازمان ملل متحد که در تاریخ ۱۳ فوریه ۱۹۴۷ تصویب شد، سندی بین‌المللی دربارهٔ تشکیل کمسیونی برای تدوین مقررات کاهش تسلیحات است. این قطعنامه طی نشست ۱۰۵ام با ۱۰ موافق، ۰ مخالف و ۱ ممتنع مصوب شد.